# W32T
W32T（ダブリュ32ティー）は、東芝、および東芝モバイルコミュニケーション社（現・FCNT）が開発した、KDDIおよび沖縄セルラー電話のauブランドのCDMA 1X WIN（現・au 3G）の携帯電話である。

## 概要
基本的なスペックはW31T同等であるが、新たにプッシュ・ツー・トーク機能である「Hello Messenger」に対応したり、カメラ機能のソフトウェアが改善されているなどの違いがある。

## 沿革
- 2005年（平成17年）10月24日 - KDDI、および東芝より公式発表。
- 2005年11月25日 - 順次発売。
- 2006年（平成18年）4月 - 販売終了。
- 2012年（平成24年）7月22日 - L800MHz帯（旧800MHz帯・CDMA Bandclass 3）による音声通話・データ通信の各サービスの停波に伴いそれ以降、当端末は利用不可となる。

## 仕様
主な仕様は右のテンプレートに記載する。
- 前面ステレオスピーカー
- 最大64和音（音源チップ・ヤマハMA-5を使用）
- Bluetooth V1.1準拠
- Hello Messenger対応
- PCサイトビューアー（2016年3月31日を以ってサービス終了済）
- 聴かせて検索
- EZナビウォーク（3Dナビ対応版、別途ダウンロードで対応）
- EZ助手席ナビ
- EZチャンネル
- 安心ナビ
- EZ「着うたフル」
- 着ムービー
- 着Flash（アニメ）

## その他
「run for money 逃走中」で過去利用されていた。

## 備考
- 3Dグラフィックエンジン（グラフィックアクセラレーター）「MOBILE TURBO T4G」（TC35285）搭載。
- 電子辞書機能（辞スパ）付属（データは同梱のCD-ROMおよび添付のminiSDカード（16MB）に収録）。
- フレームレス構造の大型テンキーを採用。